# ۷۱۷ (قمری)
۷۱۷ (قمری)، هفتصد و هفدهمین سال در گاهشماری هجری قمری است. اول محرم این سال برابر با بیست و چهارم مارس سال ۱۳۱۷ میلادی است.